# John Moisant
Pour les articles homonymes, voir Moisant.
John Bevins Moisant (25 avril 1868 à Kankakee - 31 décembre 1910 à Harahan) est un aviateur américain d'origine franco-canadienne, connu en tant qu'auteur de la première traversée de la Manche avec un passager et créateur d'un cirque volant avec son frère : The Moisant International Aviators.
Le 31 décembre 1910, il se tue dans le crash de son appareil : un monoplan Blériot, ce dernier en perdant le contrôle alors qu'il s'entraînait pour la Coupe Michelin. 

## Biographie
Fils d'un agriculteur et propriétaire de plantations de cannes à sucre au Salvador, c'est en 1909 que John Moisant découvre véritablement l'aviation, décidant dans la foulée de prendre des cours de pilotage auprès de Louis Blériot. Le succès est tout de suite au rendez-vous, Moisant s'imposant alors dans de nombreuses compétitions.

## Traversée de la Manche avec un passager
C'est le 17 août 1910, avec son monoplan Blériot à moteur Gnome, que Moisant réalise cet exploit, franchissant le détroit en 32 minutes, accompagné de son mécanicien français, Albert Fileux et d'une chatte, Mademoiselle Fifi.